# クーネオ
クーネオ（イタリア語: Cuneo ( 音声ファイル)）は、イタリア共和国ピエモンテ州南部にある都市で、その周辺地域を含む人口約5万6000人の基礎自治体（コムーネ）。クーネオ県の県都である。

## 名称
Cuneo は [ˈkuneo] と発音される。日本語文献では「クーネオ」のほか、「クネオ」とも記される。

## 地理

### 位置・広がり
クーネオ県中部に位置するコムーネである。クーネオ市街は、サンレーモの北北西約64km、サヴォーナの西北西約74km、州都トリノの南南西約76km、ニースの北北東約81kmに位置する。

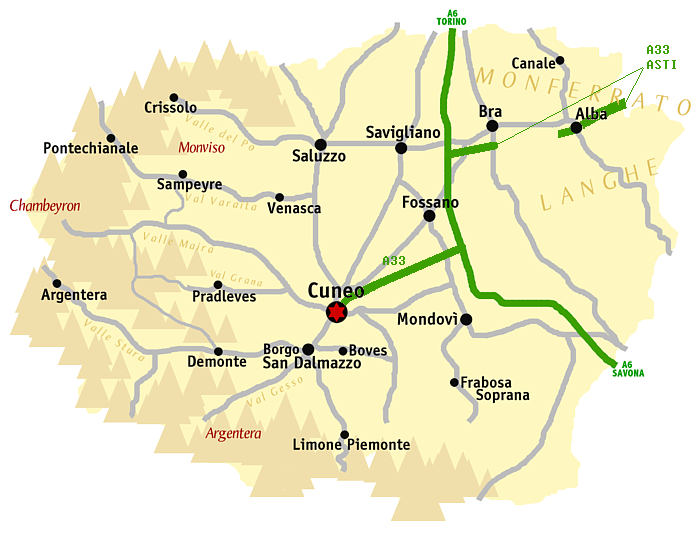
クーネオ県概略図

#### 隣接コムーネ
隣接するコムーネは以下の通り。
- ベイネッテ
- ボルゴ・サン・ダルマッツォ
- ボーヴェス
- ブスカ
- カラーリオ
- カステッレット・ストゥーラ
- チェンタッロ
- チェルヴァスカ
- モロッツォ
- ペヴェラーニョ
- タランタスカ
- ヴィニョーロ

#### 地震分類
イタリアの地震リスク階級 (it) では、3s 
に分類される。

## 行政

### 行政区画
クーネオには以下の分離集落（フラツィオーネ）がある。
- San Rocco Castagnaretta, Madonna dell'Olmo, Madonna delle Grazie,Roata Rossi, Passatore, San Benigno, San Pietro del Gallo, Cerialdo, Borgo San Giuseppe, Confreria, Roata Canale, Spinetta, Bombonina, Tetti Pesio

## 経済

### 主な会社など
クーネオに本拠地のある企業には以下のようなものがある。
- アシックス・イタリア（Asics Italia）：アシックスの連結子会社。マドンナ・デル・オルモ（Madonna dell'Olmo）にある。

## スポーツ

### サッカー
プロサッカークラブであるACクーネオが本拠を置く。2017-18シーズンはセリエC（3部リーグ）に属する。

## 姉妹都市
- it:Contrada della Selva、イタリア
- サンタフェ、アルゼンチン
- ニース、フランス
- シャンベリ、フランス

## 交通
リグーリア州のヴェンティミリアおよびフランスのニースへ向かう鉄道路線タンド線の起点である。
- クーネオ
- クーネオ
- クーネオ
- Piazza Galimberti
- Portici.
- Chiesa di San Francesco.
- Viadotto Soleri, uno dei ponti di accesso alla città
- Bicincittà a Cuneo
- Chiesa di San Francesco